# Jacek Marecki
Jacek Marecki (ur. 11 marca 1930 w Warszawie) – inżynier elektryk, specjalista z dziedziny energetyki, profesor zwyczajny nauk technicznych, członek rzeczywisty Polskiej Akademii Nauk oraz Akademii Inżynierskiej w Polsce.

## Życiorys
Absolwent Liceum Ogólnokształcącego im. M. Mochnackiego w Karpaczu. Studiował na Wydziale Elektrycznym Politechniki Gdańskiej, gdzie uzyskał tytuły zawodowe inżyniera (1952) i magistra (1954). Od 1951 pracował w Zakładzie Elektroenergetyki PG jako projektant elektrowni i elektrociepłowni przemysłowych. W latach 1954–1955 odbył staż na budowie elektrowni Czechnica k. Wrocławia, a w latach 1958–1959 jako stypendysta Fundacji Forda studiował w Royal College of Science and Technology w Glasgow i pracował w Willington Power Station elektrowni Willington w Anglii. W 1962 przebywał na stażu naukowym w Électricité de France w Paryżu.
Nauczyciel akademicki na Wydziale Elektrycznym Politechniki Gdańskiej w latach 1959–2005 (od 1996 na Wydziale Elektrotechniki i Automatyki PG). Stopień doktora nauk technicznych uzyskał w 1961, a doktora habilitowanego w 1966. Tytuł profesora nadzwyczajnego otrzymał w 1971, a profesora zwyczajnego w 1979. W 1991 został członkiem korespondentem, a w 2004 członkiem rzeczywistym PAN. Od 2010 jest członkiem Akademii Inżynierskiej w Polsce.
Na Politechnice Gdańskiej był dziekanem Wydziału Elektrycznego (1969-1973), dyrektorem Instytutu Elektroenergetyki i Automatyki (1974-1984), prorektorem do spraw nauki (1984-1987), kierownikiem Zakładu Elektroenergetyki (1987-1991) oraz kierownikiem Katedry Elektrowni i Gospodarki Energetycznej (1991-2000). Pełnił również szereg funkcji w strukturach polskiej Polskiej Akademii Nauk. Był m.in. przewodniczącym Komitetu Problemów Energetyki PAN (1984-2006), wiceprezesem (1997-2002) i prezesem (2003-2010) Oddziału PAN w Gdańsku oraz członkiem Prezydium PAN (2003-2010). Był też członkiem rad naukowych: Instytutu Maszyn Przepływowych PAN (1987-2014), Instytutu Budownictwa Wodnego PAN (2003-2010) i Biblioteki Gdańskiej PAN (2007-2014) oraz Instytutu Energetyki (1975-1999) i Instytutu Energii Atomowej (1991-1999).
Autor ponad 200 publikacji na temat energetyki, elektroenergetyki, elektrowni i elektrociepłowni oraz gospodarki energetycznej, w tym 4 książek i kilku rozdziałów w wydawnictwach książkowych. Specjalista z zakresu skojarzonego wytwarzania energii elektrycznej i ciepła w elektrociepłowniach oraz planowania rozwoju systemów energetycznych. Promotor 14 doktorów nauk technicznych. Visiting professor w Brnie (1975), Monachium (1983) i Akwizgranie (1989). Członek rad redakcyjnych: „Archiwum Energetyki” (redaktor naczelny 1979-2009), „Archives of Electrical Engineering”, „Energy Policy Journal”, „Przegląd Elektrotechniczny”.
Członek wielu organizacji naukowych w kraju i za granicą, m.in. Gdańskiego Towarzystwa Naukowego (od 1965), Polskiego Towarzystwa Elektrotechniki Teoretycznej i Stosowanej (od 1966), Stowarzyszenia Elektryków Polskich (członek od 1956, prezes Oddziału Gdańskiego 1978-1981, członek honorowy od 1990), World Energy Council (Polish Member Committee od 1972), Institution of Engineering and Technology od 1994), International Association for Energy Economics (członek od 1996, przewodniczący Sekcji Polskiej 2000-2003).
Laureat Nagrody Naukowej Siemensa (1998). Odznaczony Krzyżem Komandorskim Orderu Odrodzenia Polski (2000) i Krzyżem Oficerskim tego orderu (1993), Złotą odznaką „Zasłużony dla Energetyki” oraz innymi odznaczeniami państwowymi, resortowymi i regionalnymi.